# David F. Sellers

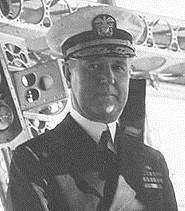
David F. Sellers (1934)

David Foote Sellers (* 4. Februar 1874 in Austin, Texas; † 27. Januar 1949 in Bethesda, Montgomery County, Maryland) war ein Admiral der United States Navy. Er war unter anderem Leiter (Superintendent) der United States Naval Academy (USNA).

## Leben
Er war ein Sohn von Major Edwin Elias Sellers (1840–1884) und dessen Frau Olive Lay Foote (1844–1917). Der Vater war Offizier der United States Army und zum Zeitpunkt der Geburt des Sohnes auf einem Stützpunkt in Austin stationiert. Im Jahr 1894 absolvierte er die Marineakademie Annapolis in Maryland. In der U.S. Navy durchlief er anschließend alle Offiziersränge bis zum Admiral.
Im Lauf seiner militärischen Karriere absolvierte er verschiedene Kurse und Schulungen. Dazu gehörten unter anderem das Naval War College in Newport in Rhode Island. In seinen frühen Jahren als Offizier der Marine tat er an Bord mehrerer Kriegsschiffe Dienst. Im Jahr 1898 nahm er an Bord des Geschützten Kreuzers USS Philadelphia am Spanisch-Amerikanischen Krieg teil. Dieses Schiff war unter anderem im Bereich der Samoainseln eingesetzt. Wenig später nahm Sellers auch am Philippinisch-Amerikanischen Krieg teil. Dabei diente er bis zum Jahr 1904 auf dem Kreuzer USS New York.
Zwischen Oktober 1904 und Mai 1907 kommandierte David Sellers den Zerstörer USS Stewart. Anschließend wurde er zum Stab des Marineministeriums in Washington, D.C. versetzt. Diesem Stab gehörte er bis zum Juni 1908 an. In den folgenden Jahren tat er auf verschiedenen Kriegsschiffen Dienst. Zwischen Februar 1914 und Mai 1915 war er Erster Offizier (Executive Officer) auf dem Schlachtschiff USS Arkansas (BB-33). Anschließend erhielt er das Kommando über die Kreuzer USS Birmingham (CL-2) und dann USS Salem (CL-3). Daran schloss sich ab Juni 1916 sein Studium am Naval War College an.
Nach dem Ende dieses Studiums und dem zwischenzeitlichen Eintritt der Vereinigten Staaten in den Ersten Weltkrieg erhielt David Sellers das Kommando über den Truppentransporter USS Agamemnon, mit dem Soldaten auf den europäischen Kriegsschauplatz verlegt wurden. Anschließend gehörte Sellers für ein Jahr der Fakultät des Naval War Colleges an, ehe er erneut zum Stab des Marineministeriums versetzt wurde. Diesem gehörte er bis zum 28. Februar 1922 an. Am 1. März 1922 übernahm er das Kommando über das Schlachtschiff USS Maryland. Diese Aufgabe bekleidete er bis zum Jahr 1923. Zwischen 1923 und September 1926 leitete er die Naval Training Station in San Diego in Kalifornien. Danach wurde er Stabschef der Scouting Fleet. Zwischen dem 8. Juli 1927 und Mai 1929 war er Kommandeur der Special Service Squadron. Diese Einheit war an Kämpfen während eines Aufstands in Nicaragua beteiligt.
Zwischen 1929 und 1931 war David Sellers als Judge Advocate General of the Navy oberster Jurist der amerikanischen Kriegsmarine. Danach erhielt er das Kommando über die Battleship Division ONE und später über die Battleship Force der pazifischen Flotte. Diese Aufgabe übte er bis zum 10. Juni 1933 aus. Zwischen dem 10. Juni 1933 und dem 18. Juni 1934 war er als Kommandeur der United States Fleet ranghöchster Offizier der Navy. Diese Stelle ist nicht zu verwechseln mit dem Chief of Naval Operations, der erst nach 1945 ranghöchster Navy-Offizier wurde.
Am 18. Juni 1934 übernahm David Sellers als Nachfolger von Thomas C. Hart als Superintendent die Leitung der Marineakademie in Annapolis. Dieses Amt bekleidete er bis zum 1. Februar 1938, als Wilson Brown seine Nachfolge antrat. Anschließend schied er aus dem aktiven Militärdienst aus. Danach war er für einige Zeit Mitglied im Vorstand des Children's Hospital in Washington, D.C.
Der seit 1905 mit Anita Clay Evans (1881–1954) verheiratete Offizier starb am 27. Januar 1949 und wurde auf dem amerikanischen Nationalfriedhof Arlington beigesetzt.

## Orden und Auszeichnungen
David Sellers erhielt im Lauf seiner militärischen Laufbahn unter anderem folgende Auszeichnungen:
- Navy Cross
- Navy Distinguished Service Medal
- Spanish Campaign Medal
- Philippine Campaign Medal
- Mexican Service Medal
- Second Nicaraguan Campaign Medal
- World War I Victory Medal
- Marine Corps Expeditionary Medal
- Gold Medal of Merit (Nicaragua)
- Medal of Merit (Nicaragua)
- Order of Abdon Calderon (Ecuador)